# Kostel svatého Václava (Starý Jičín)
Kostel svatého Václava je římskokatolický farní chrám ve Starém Jičíně v okrese Nový Jičín v Moravskoslezském kraji. Nachází se v severovýchodní části města ve svahu, který stoupá až k zdejšímu hradu. Kostel je i s okolním areálem od roku 1966 kulturní památkou.

## Historie a popis
Kostel, poprvé písemně doložený roku 1374 (též se udává i 1376), je jednolodní objekt s polygonálně zakončeným presbytářem, ke kterému přiléhá kaple. Přestavovaný byl ve 2. polovině 16. století, na konci 17. století a v 1. čtvrtině 18. století.
Historie kostela patrně sahá až do 12. století, kdy byla vystavěna na jeho místě starší kaple svatého Kříže. Ve věži jsou zavěšeny tři zvony, největší svatý Václav z roku 1579, váží 3 000 kg. Menší Maria z roku 1603 a z roku 1735 sv. Cyril.
Kostel je ohrazen barokně upravenou kamennou zdí s přístupovým schodištěm lemovaným pozdně barokními kříži.